# Séisme du 23 janvier 1556 au Shaanxi
Le séisme de 1556 au Shaanxi a eu lieu dans la matinée du 23 janvier 1556 dans la province du même nom, en Chine. C'est le séisme le plus meurtrier jamais recensé, ayant causé la mort de 830 000 personnes.
Ce séisme est également connu sous le nom du Grand tremblement de terre de Jiajing (chinois : 嘉靖大地震 ; pinyin : jiā jìng dà dì zhèn), du fait qu'il s'est produit sous le règne de l'empereur Jiajing de la dynastie Ming.

## Déroulement
L'épicentre se trouve dans la vallée de la rivière Wei, près des villes de Huaxian, Weinan et Huayin. À Huaxian, tous les bâtiments et maisons sont détruits, et plus de la moitié de la population de la ville périt, soit plusieurs dizaines de milliers de personnes. La situation est similaire dans les deux autres villes. Dans certaines zones, 60 % de la population a péri. À certains endroits, des crevasses de plus de vingt mètres se sont ouvertes dans le sol. Des éboulements ont également fait des victimes, causant la destruction et la mort dans un rayon de 500 km autour de l'épicentre. 
Une zone s'étendant sur 840 km à travers les dix provinces les plus peuplées de l'époque fut touchée. Le séisme a notamment frappé le plateau Huangtu, une région de lœss très fertile mais géologiquement très instable et très sensible à l'érosion et aux glissements de terrain. Le type de maison traditionnelle, le yaodong, est un logement troglodyte creusé à flanc de colline ou dans le sol. Ces maisons furent anéanties, ensevelissant leurs occupants. Les survivants durent faire face à des incendies causés par les braseros, lampes et réchauds. Toute forme d'autorité ayant disparu à la suite du séisme, le pillage et le banditisme ont à leur tour fait des victimes. Des décennies ont été nécessaires pour que la région se remette du désastre.
Le séisme est rapporté dans les annales chinoises : « L'érudit Qin Keda, qui a survécu au tremblement de terre, en a rapporté quelques détails et en a tiré comme conclusion que les gens n'auraient pas dû sortir immédiatement, qu'il valait mieux se tapir au niveau du sol et attendre : car même si le nid s'effondre, quelques œufs peuvent être conservés intacts ». Cela semble indiquer que de nombreuses personnes ont trouvé la mort en fuyant alors que d'autres ont survécu en restant chez elles. 
La secousse a réduit la taille de la petite pagode de l'oie sauvage de 45 à 43,4 mètres.

## Puissance
Les évaluations modernes donnent à ce tremblement de terre une magnitude approximative de 8 sur l'échelle de Richter (ou XI sur l'échelle de Mercalli).
On estime que quelque 100 000 personnes ont été tuées directement par le séisme, et que le bilan mortuaire total s'élève à près de 800 000 à 830 000 personnes, à la suite des glissements de terrain, des effondrements, des incendies et des famines qui ont suivi. De ce fait, si l'on considère la dévastation d'une seule journée, le tremblement de terre de Shaanxi est considéré comme l'événement le plus meurtrier de l'histoire et le 23 janvier 1556 comme la journée la plus meurtrière de l'histoire. C'est le tremblement de terre le plus meurtrier de l'histoire de l'humanité, et l'une des plus grandes catastrophes naturelles à ce jour.